# Боллвілл (Огайо)
Боллвілл (англ. Ballville) — переписна місцевість (CDP) в США, в окрузі Сендаскі штату Огайо. Населення — 3823 особи (2020).

## Географія
Боллвілл розташований за координатами 41°19′39″ пн. ш. 83°8′5″ зх. д. / 41.32750° пн. ш. 83.13472° зх. д. (41.327406, -83.134717).  За даними Бюро перепису населення США в 2010 році переписна місцевість мала площу 7,53 км², з яких 7,00 км² — суходіл та 0,53 км² — водойми.

## Демографія
Згідно з переписом 2010 року, у переписній місцевості мешкало 2976 осіб у 1313 домогосподарствах у складі 914 родин. Густота населення становила 395 осіб/км².  Було 1396 помешкань (185/км²).
Расовий склад населення:
| - 95,1 % — білих - 1,4 % — чорних або афроамериканців - 0,5 % — азіатів - 0,1 % — корінних американців - 1,4 % — осіб інших рас |

До двох чи більше рас належало 1,4 %. Частка іспаномовних становила 3,9 % від усіх жителів.
За віковим діапазоном населення розподілялося таким чином: 18,3 % — особи молодші 18 років, 59,3 % — особи у віці 18—64 років, 22,4 % — особи у віці 65 років та старші. Медіана віку мешканця становила 50,3 року. На 100 осіб жіночої статі у переписній місцевості припадало 95,5 чоловіків;  на 100 жінок у віці від 18 років та старших — 91,2 чоловіків також старших 18 років.
Середній дохід на одне домашнє господарство  становив 67 449 доларів США (медіана — 52 129), а середній дохід на одну сім'ю — 82 850 доларів (медіана — 61 696). Медіана доходів становила 51 490 доларів для чоловіків та 41 774 долари для жінок. За межею бідності перебувало 6,2 % осіб, у тому числі 9,6 % дітей у віці до 18 років та 4,6 % осіб у віці 65 років та старших.
Цивільне працевлаштоване населення становило 1293 особи. Основні галузі зайнятості: освіта, охорона здоров'я та соціальна допомога — 29,9 %, виробництво — 20,6 %, роздрібна торгівля — 13,7 %.